# Това е пони
„Това е пони“ (на английски: It's Pony) е британски анимационен сериал, който дебютира по „Никелодеон“ в Съединените щати на 18 януари 2020 г. Сериалът е продуциран и анимиран от „Блу Зуу Анимейшън“.

## В България
В България сериалът е излъчен по „Никелодеон“ и „Никтуунс“ през лятото на 2020 г.